# It’s Christmas, Carol!
It’s Christmas, Carol! ist ein kanadischer Fernsehfilm aus dem Jahr 2012. Er handelt von der kaltherzigen Chicagoer Verlagsdirektorin Carol, die an Heiligabend vom Geist ihrer verstorbenen Vorgängerin Eve heimgesucht wird. Diese unternimmt mit Carol eine Reise in ihre Vergangenheit, Gegenwart und Zukunft, um ihr die Konsequenzen ihres Verhaltens aufzuzeigen.
Der Film ist eine in der modernen Welt angesiedelte Adaption von Charles Dickens’ Erzählung A Christmas Carol, wobei die Hauptfigur im Gegensatz zur Originalgeschichte weiblich ist. Er gehört zu einigen Fernsehproduktionen, die innerhalb des alljährlichen Weihnachtsprogramms des US-amerikanischen Senders Hallmark Channel neu entstanden. In den beiden Hauptrollen sind die kanadische Darstellerin Emmanuelle Vaugier sowie die durch die Star-Wars-Reihe bekannt gewordene amerikanische Schauspielerin Carrie Fisher zu sehen.
In den Vereinigten Staaten wurde It’s Christmas, Carol! am 18. November 2012 im Fernsehen erstausgestrahlt und später auf DVD veröffentlicht sowie ins Angebot mehrerer Streamingdienste aufgenommen. In Deutschland gab es neben einer DVD-Veröffentlichung einige Fernsehausstrahlungen der Produktion.

## Handlung
Seit dem Unfalltod der Direktorin Eve steht Carol Huffman einem Verlag in Chicago vor. Unter ihrer Leitung hat er sich von einem kleinen Verlagshaus zum größten der Stadt entwickelt, allerdings ist dies nicht die einzige Änderung, die Carol bewirkt hat. Im Gegensatz zu ihrer Vorgängerin ist ihr nur der Profit des Unternehmens wichtig, weswegen sie von ihren Angestellten, die sie herrisch behandelt, höchste Leistungen verlangt.
Bei einem Meeting an Heiligabend entlässt sie die leitende Angestellte Tanya, die vorschlägt, ein Buch zu veröffentlichen, das wahrscheinlich keinen großen Gewinn abwerfen würde. Später teilt Carol Gloria, der Pflegerin ihrer Mutter Linda, telefonisch mit, sie dieses Weihnachten wieder nicht zu besuchen. Bei einer Weihnachtsfeier in der Firma, auf der sie sich aufgrund ihrer Abneigung gegen das Fest nur ungern aufhält, begegnet Carol, die von den Angestellten gemieden wird, unverhofft ihrem Exfreund Ben, einem Schriftsteller, der zurzeit sein neustes Werk bei mehreren Verlagen anbietet. Es kommt zum Streit zwischen den beiden, worauf sie sich traurig auf die Toilette zurückzieht. Dort erscheint Carol der Geist von Eve, wodurch sie in Panik gerät und aus dem inzwischen leeren Gebäude auf die Straße flüchtet. Allerdings befindet sie sich plötzlich im Jahr 1985. Eve erklärt, dass die beiden gemeinsam eine Zeitreise in Carols Vergangenheit, Gegenwart und Zukunft machen werden. Auf die Ähnlichkeit zur Weihnachtsgeschichte angesprochen erwidert Eve, dass Geister bereits seit vielen Jahren auf die Erde kommen, um Menschen zu helfen, aus Budgetgründen anders als von Charles Dickens behauptet jedoch immer nur einer statt dreien.
Eve führt Carol in ein Kaufhaus, wo sie sich in einem kleinen Mädchen wiedererkennt. Linda arbeitete dort und hatte, da das Gehalt nicht ausreichte, auch weitere Jobs, weswegen sie kaum Zeit mit ihrer Tochter verbringen konnte. Carol erkennt, dass dies der Grund für ihre eigene Arbeitssucht sowie das schlechte Verhältnis zu ihrer Mutter ist. Sie reist daraufhin mit Eve weiter durch die Zeit. Sie sehen Carols erste Begegnung mit Ben in einem Buchladen, mit dem sie wenig später zusammenzog. Sie schenkte ihm eine eigene Schreibmaschine, damit er sein erstes Buch veröffentlichen konnte. Als sie einige Zeit darauf eine Stelle im Verlag bekam, erzählte sie Ben von Eves Arbeitsphilosophie, laut der nicht der finanzielle Erfolg, sondern die Qualität der verlegten Bücher und ein familiäres Arbeitsklima am wichtigsten seien. Carol war im Gegensatz zu Ben damit nicht einverstanden, wodurch sich eine Auseinandersetzung zwischen ihnen entwickelte. Sie warf ihm vor, keinen Bestseller anzustreben und somit keinerlei Ehrgeiz zu haben. Ben beendete daraufhin die Beziehung.
Eve reist danach mit Carol in die Gegenwart. Ihre erste Station ist das Haus der kurz zuvor entlassenen Tanya, die mit ihren Kindern das Weihnachtsfest feiert. Nachdem sie sie ins Bett bringt, legt Tanya nur ein paar Geschenke unter den Weihnachtsbaum. Eve erzählt Carol, dass Tanya die anderen aufgrund ihrer durch die Kündigung verursachten Geldnot zurückgeben muss. Die beiden gehen weiter in eine Bar, wo der extravagante Fred gemeinsam mit zwei Kollegen plant, die gesamte Belegschaft zu einer Kündigung zu überreden, weil sie Carols Verhalten leid sind und einen eigenen Verlag gründen wollen. Danach sehen Eve und Carol, wie die Angestellte Kendra sich am Telefon mit ihrem Freund streitet, da er in London wohnt und Kendra Carols Entscheidung, ihr keinen Weihnachtsurlaub zu gewähren, vor ihm verteidigt. Anschließend bekommen Eve und Carol mit, wie Linda sich bei Gloria beschwert, da sie ihre Tochter vermisse und auf ihren Besuch hoffte. Schließlich beobachten die beiden Ben, der im Haus seiner Schwester Susan mit seinen Neffen spielt. Als er von seiner Schwester auf die Weihnachtsfeier angesprochen und gefragt wird, ob er noch Gefühle für Carol habe, antwortet Ben, dass die Frau auf der Party nicht dieselbe sei, in die er sich damals verliebte.
Carol ist von Bens Worten verletzt, worauf sie abermals wegrennen will und auf der Couch in ihrer Wohnung landet. Eve erscheint erneut und präsentiert Carol zwei verschiedene Versionen ihrer Zukunft. In der ersten sind Carol und Ben seit vielen Jahren glücklich miteinander verheiratet und feiern Weihnachten mit ihren Kindern sowie Enkeln. In der zweiten stirbt Carol jung, wobei bis auf Kendra niemand auf ihrer Beerdigung erscheint. Eve verabschiedet sich von Carol, die am Weihnachtsmorgen der Gegenwart in ihrem Bett aufwacht. In ihrer Wohnung findet sie ein Paket mit Bens Manuskript sowie einem Polaroid-Foto, das Eve während ihrer Reise schoss. Carol macht sich auf den Weg zu Tanya, der sie einige Geschenke überreicht und bittet, wieder für sie zu arbeiten sowie Bens Manuskript zu lektorieren. Danach schmückt sie das Büro mit Weihnachtsdekorationen und erklärt den verblüfften Angestellten, dass alle von ihnen ab sofort Mitglied im Vorstand sind, einen Anteil an jedem Verkaufs-Erlös und zwei Wochen Weihnachtsurlaub erhalten. Zudem genehmigt sie Kendra ein einjähriges Sabbatical, ehe sie ihre Mutter besucht. Linda ist hocherfreut, Carol zu sehen und erwähnt, letzte Nacht einen Traum gehabt zu haben, in dem Carol und Ben zusammen mit ihren Kindern und Enkeln Weihnachten feiern. Carol geht daraufhin sofort zu Susan, um Ben ihre Gefühle zu gestehen. Er ist bereits abgereist, kommt jedoch noch einmal vorbei, da er seine Schreibmaschine vergessen hat. Carol entschuldigt sich bei ihm für ihr bisheriges Verhalten und verkündet, mit ihm zusammenleben zu wollen. Obwohl Ben sie zunächst abweist, erweist sich dies als Scherz, worauf er und Carol sich küssen. Carol verbringt schließlich zusammen mit Ben, Linda, Gloria sowie Susan und deren Familie das Weihnachtsfest.

## Produktion
Im Dezember 2011 wurde die Besetzung einer geplanten Produktion des US-amerikanischen Senders Hallmark Channel bekannt gegeben. Der Kanal ist in den Vereinigten Staaten unter anderem für seine Weihnachtsfilme bekannt, von denen jedes Jahr mehrere produziert werden. Für die Hauptrollen in Caroling, einer modernen Adaption von A Christmas Carol mit einer weiblichen Hauptfigur, wurden die kanadische Schauspielerin Emmanuelle Vaugier und die US-amerikanische Darstellerin und Autorin Carrie Fisher verpflichtet. In drei Nebenrollen sind die aus den jeweiligen Fernsehserien Queer Eye, Eureka – Die geheime Stadt sowie Stargate Universe bekannten Darsteller Carson Kressley, Olivia Cheng und Tygh Runyan zu sehen. Die Dreharbeiten fanden in Vancouver statt.
Für die Nebendarstellerin Susan Hogan war dies bereits die dritte Fernseh-Adaption der Weihnachtsgeschichte. Sie war ebenfalls im ABC-Film An American Christmas Carol von 1979 sowie in der Lifetime-Produktion Ebbies Weihnachtsgeschichte aus dem Jahr 1995 zu sehen. Zudem finden sich im Film mehrere Anspielungen auf die Star-Wars-Reihe, mit der Fisher bekannt wurde. So überlegt die Protagonistin in einer Szene, welche Geschichte ihrer jetzigen Situation ähnelt, worauf die von Fisher gespielte Figur nach Ist das Leben nicht schön? und Das Wunder von Manhattan Star Wars vorschlägt.
Im August 2012 veröffentlichte Hallmark eine offizielle Pressemitteilung, in der die für die Weihnachtssaison neu gedrehten Produktionen näher vorgestellt wurden, so auch Caroling. Der Film wurde in der Zwischenzeit in It’s Christmas, Carol! umbenannt und handle von Carol, der kaltherzigen, profitorientierten Chefin eines Buchverlags. Nach einer Begegnung mit ihrem Exfreund erscheint ihr plötzlich der Geist ihrer Vorgängerin Eve, die Carol auf eine Reise in ihre eigene Vergangenheit, Gegenwart und Zukunft mitnimmt. Das kanadische Filmproduktionsunternehmen Entertainment One, das It’s Christmas, Carol! auch ausführend mitproduzierte, sicherte sich die Vertriebsrechte für den internationalen Markt.

## Veröffentlichung
Am 18. November 2012 feierte It’s Christmas, Carol als fünfter von insgesamt zwölf neuen Weihnachtsfilmen des Senders auf dem Hallmark Channel seine Premiere. In den Vereinigten Staaten wurde er 2014 sowohl eigenständig als auch zusammen mit der Hallmark-Produktion The Wishing Tree auf DVD und Blu-ray veröffentlicht. 2019 kam der Film neben The Wishing Tree, Baby’s First Christmas und Eine Braut zu Weihnachten auf einer weiteren Hallmark-DVD-Sammlung heraus. Zudem ist er in den USA bei mehreren Streamingdiensten abrufbar.
In Deutschland erschien It’s Christmas, Carol ebenfalls auf DVD und Blu-ray. Zudem strahlte der Disney Channel ihn in den Jahren 2014 und 2015 jeweils zwei Mal im Dezember aus.

## Rezeption
In der Internet Movie Database erreichte der Film eine Bewertung von 5,8 von zehn Sternen basierend auf 897 Stimmen. Auf Rotten Tomatoes beträgt seine Zuschauerbewertung 29 Prozent basierend auf zwei Rezensionen.
Für Andy Webb von Movie Scene habe der Film einige interessante Aspekte, unter anderem sei nur ein Geist statt der üblichen drei eine gute Wendung. Auch besitze er eine erstaunliche Tiefgründigkeit im Bezug auf die Vergangenheit der Hauptfigur. Jedoch fehle es der Produktion insgesamt an Biss. Sie habe trotz einiger guter Einfälle nicht genug Witz und Intelligenz, um mehr zu sein als nur eine weitere angenehme, aber gewöhnliche, moderne Adaption der Originalgeschichte. Ein Rezensent der Webseite Ruthless Reviews befand, dass It’s Christmas, Carol zwar nicht zu den besten Adaptionen der Weihnachtsgeschichte zähle, aber trotz des übertrieben rührseligen Endes nicht schlecht sei. Im Gegensatz zu anderen modernen Versionen der Vorlage verwende diese keine billigen Schock-Effekte wie böse Geister oder Monster, sondern verlasse sich voll und ganz auf die Schauspieler. Vaugier spiele sehr gut, während Fisher eine perfekte Balance zwischen Humor und Ernsthaftigkeit finde, auch die Star-Wars-Anspielungen seien ein netter Einfall. Sloan Freer lobte in der RadioTimes einige intelligente Gags, unter anderem einen ansprechenden Witz über Star Wars, durch die Fishers angenehm trockene Spielweise besonders zur Geltung kämen. Dies lenke das Publikum sowohl von der Vorhersehbarkeit als auch häufig vorkommenden Logikfehler der Handlung ab. Zudem sei der Film schnulzig, da die Hauptfigur der allzu einfachen und plumpen Moral, ihrem Herzen zu folgen, im unglaubwürdigen Schlussakt abrupt folge. Alonso Duralde kritisierte in The Wrap Vaugiers nichtssagendes Schauspiel und verglich sie negativ mit Tori Spelling aus dem thematisch ähnlichen Carol und die Weihnachtsgeister. Linda Holmes schrieb in einem Artikel für National Public Radio, dass wohl keine andere Adaption von A Christmas Carol einen dreisteren Titel als It’s Christmas, Carol! habe. Laut TV Spielfilm wirke der Film älter als die ewig junge Botschaft und sei ein behäbiger Versuch, A Christmas Carol aus weiblicher Sicht zu erzählen.

## Auszeichnungen und Nominierungen (Auswahl)
Leo Award 2013
- Auszeichnung in der Kategorie Beste Hauptdarstellerin in einem Fernsehfilm, für Emmanuelle Vaugier

- Nominierung in der Kategorie Beste Regie eines Fernsehfilms, für Michael Scott

- Nominierung in der Kategorie Beste Kamera eines Fernsehfilms, für Adam Sliwinski

## Synchronisation
Die Synchronisation des Films wurde bei der SDI Media Germany unter der Dialogregie von Rainer Gerlach erstellt.
| Rolle       | Schauspieler              | Synchronsprecher          |
| ----------- | ------------------------- | ------------------------- |
| Carol       | Emmanuelle Vaugier        | Ghadah Al-Akel            |
| Carol (alt) | Karin Konoval             | Karin David               |
| Eve         | Carrie Fisher             | Joseline Gassen           |
| Kendra      | Olivia Cheng              | Marie Bierstedt           |
| Ben         | Tygh Runyan               | Sebastian Christoph Jacob |
| Ben (alt)   | Marshall Caplan           | Rainer Gerlach            |
| Gale        | Patti Allan               | Barbara Adolph            |
| Tanya       | Chelah Horsdal            | Antje von der Ahe         |
| Wendy       | Rebecca Davis             | Julia Stoepel             |
| Linda       | Susan Hogan               | Marina Krogull            |
| Gloria      | Robin Douglas             | Beate Gerlach             |
| Zac         | Jim Thorburn              | Arne Stephan              |
| Susan       | Johannah Newmarch         | Marion Elskis             |
| Manager     | Linden Banks              | F.G.M. Stegers            |
| Pam Jacobs  | Catherine Lough Haggquist | Peggy Sander              |
| Fred        | Carson Kressley           | Gerald Schaale            |